# Hamza Haq
Hamza Haq (Gedda, 27 ottobre 1990) è un attore pakistano naturalizzato canadese.

## Biografia
Nato in Arabia Saudita a Gedda da genitori pakistani, da piccolo si è trasferito in Canada con la famiglia divenendo poi cittadino canadese. Si è laureato presso l'Università Carleton.
Deve la sua fama principalmente al ruolo del dottor Bashir Hamed, protagonista della serie TV Transplant.

## Filmografia parziale

### Cinema
- Il castello di vetro (The Glass Castle), regia di Destin Daniel Cretton (2017)
- Un anno con Salinger (My Salinger Year), regia di Philippe Falardeau (2020)

### Televisione
- Being Human - serie TV, episodio 4x11 (2014)
- The Art of More - serie TV, 14 episodi (2015-2016)
- Quantico - serie TV, 2 episodi (2015-2016)
- This Life - serie TV, 10 episodi (2016)
- Una vicina quasi perfetta (Perfect Stalker), regia di Curtis Crawford (2016)
- Mistakes Were Made - serie TV, 4 episodi (2017)
- The Indian Detective - serie TV, 4 episodi (2017)
- The Bold Type - serie TV, episodio 1x08 (2017)
- In Contempt - serie TV, 5 episodi (2018)
- Designated Survivor - serie TV, episodio 2x07 (2018)
- The 410 - serie TV, 3 episodi (2019)
- Jett - Professione ladra (Jett) - serie TV, 3 episodi (2019)
- Transplant - serie TV, 49 episodi (2020-2024)

### Doppiaggio
- Assassin's Creed: Origins - videogioco, voce di Kanika (2017)

## Doppiatori italiani
Nelle versioni in italiano delle opere in cui ha recitato, Hamza Haq è stato doppiato da:
- Emanuele Ruzza in Transplant
- Federico Di Pofi in Un anno con Salinger

Da doppiatore è stato sostituito da:
- Jacopo Calatroni in Assassin's Creed: Origins